# Ненси Ажрам
Ненси Ажрам (на арапском نانسي عجرم) је либанска поп певачица. Рођена је у Либану 16. маја 1983. У арапском свету је позната по својим награђиваним песмама и видео-спотовима. Њени албуму су продани у преко дванаест милиона копија, највећим делом у земљама арапског говорног подручја. Једна је од богатијих либанских естрадних уметника и котира се као трећи естрадни уметник по броју проданих албума у Либану и Египту. 
У јавности се први пут појавила као девојчица победивши у музичкој ТВ-емисији Звезде будућности либанске ТВ-мреже Noujoum Al-Moustakbal (نجوم المستقبل). Након тога објављује и први албум под насловом Mihtagalak (Потребан си ми) (1998). Други албум, Sheel Oyoonak Anni (Не гледај ме), објављује 2000. Оба албума су била комерцијално неуспешна. Након трогодишње паузе, 2003. објављује трећи албум Ya Salam (Фантастично), који је враћа у центар медијске пажње и који постаје њен први комерцијални успех. Године 2004. издаје четврти албум који такође постиже велик комерцијални успех и избацује је у сам врх музичког света арапског говорног подручја. Средином 2000-те Кока-кола бира Ненси Ажрам као свог представника за Блиски исток. Изјашњава се као грчка православна хришћанка.

## Почеци
Рођена је у месту Ашрафија, у Либану 1983. године. Њени родитељи су Набил и Рејмонда Ажрам, и има млађу сестру која је либанска глумица Недин Ажрам, као и старијег брата, такође певача, Набил Ажрам. Са дванаест година је учествовала у музичкој ТВ емисији Noujoum Al Mostakbal (Звезде Будућности), која умногоме подсећа на данашњу ТВ емисију Идол, у којој се бирају такмичари са изванрдедним гласовним талентом. Након победе у емисији, повлачи се из јавности и посвећује се учењу музике и тренирању гласа. Иако је имала свега осамнаест година када је 1998. године објавила свој први албум, Синдикат Естрадних Уметника Либана ју је примила у синдикат јер се показала као изванредан талентат упркос својој младости. 

## Популарност
Њен трећи албум, издат 2003. године, Ya Salam (Фантастично), је катапултира у сам врх популарности. На албуму се налазила песма Akhasmak Ah (Мучићу те), која је постала комерцијални хит, и коју је пратио провокативни музички спот. У музичком споту, који је сниман по узору на старе арапске филмове, Ненси Ажрам глуми власницу кафане у којој такође и пева, и притом флертује са муштеријама и заводи их трбушним плесом. Још две песме са овог албума, Ya Salam (Фантастично) и Yay Sehr Oyoono (Магија његових очију), су биле веома комеријално успшне након што су снимљени видео-спотови за њих. 2004. године издаје свој четврти албум Ah W Noss (Да, Наравно) којег такође прате многоборјни веома успешни видео-спотови. Након што је потписала мултимилионски уговор са Кока-колом, за песму са четвртог албум Ah W Noss (Да, Наравно), Oul Taany Keda (Реци ми још једном), Кока-Кола је платила снимање видео-спота у коме се може видети лого Кока-Коле, као и разни Кока-Колини производи.
2003. и 2004. године је проглашена за најбољу арапску певачицу. Арапска верзија Њузвика је 2005. године проглашава за једну од најутицајнијих особа у арапским земљама. 
2006. године издаје патриотски сингл под називом Enta Masry (Ти си Египћанин), који је написан за фудбалско такмичење Афрички Куп Нација, одржаван у Египту. У видео-споту који прати песму, Ненси Ажрам се не појављује, већ се приказују Египћани различитих етничких група и припадности, и певају песму уз глас Ненси Ажрам, представљајући етничку разноликост Египта. 
Ове године, 4. маја 2007, очекује се излазак два нова албума, један у њеном уобичајеном стилу, док је други посвећен деци. Две песме са дечјег албума су процуреле на интернет пре горепоменутог званичног датума издавања.
Lawn Oyounak, Ненси Ажрамⓘ

## Критике и цензура
Неки од видео-спотова Ненси Ажрам су алармирале традиционално конверзетивне ТВ станице, у којима Ненси Ажрам отворено флертује са мушкарцима трбушним плесом.

## Успеси
- Ненси Ажрам је продала преко 12 милиона албума
- Ненси Ажрам је једина арапска певачица која је икада имала три своја албума на првом месту по слушаности (слушаност мерена по броју пуштања песама по радијским и ТВ станицама)
- Ненси Ажрам је такође једина певачица којој су истовремено албуми и синглови доспели на прва места по слушаности на арапским музичким листама.